# روبرت براون (سياسي)
روبرت براون (بالإنجليزية: Robert Brown)‏ هو سياسي أمريكي، ولد في 24 يوليو 1950 في الولايات المتحدة. حزبياً، نشط في الحزب الديمقراطي. وقد انتخب عضو مجلس نواب كارولاينا الجنوبية.